# Fabiano Zamboneti
Fabiano Zamboneti es un deportista brasileño que compitió en judo. Ganó una medalla de oro en el Campeonato Panamericano de Judo de 2001, en la categoría de +100 kg.

## Palmarés internacional
| Campeonato Panamericano | Campeonato Panamericano | Campeonato Panamericano | Campeonato Panamericano |
| Año                     | Lugar                   | Medalla                 | Categoría               |
| ----------------------- | ----------------------- | ----------------------- | ----------------------- |
| 2001                    | Córdoba (Argentina)     | Medalla de oro          | +100 kg                 |